# セ・マニフィーク
「グランド・ショー」『セ・マニフィーク』は宝塚歌劇団の舞台作品。星組公演。
併演作品は『テームズの霧に別れを』。

## 解説
※『宝塚歌劇100年史（舞台編）』の宝塚大劇場公演のページを参照
秋の夜空に美しく輝く"月"をアール・ヌーヴォーの幻影風に、黄昏と共に飛び交う悪魔たちや、木陰から現れる怪盗二十面相、遠い大地に浮かぶ赤い月、パリの屋根の上の猫、オーブリー・ビアズリーが描いたオスカー・ワイルドのサロメ、そして、フレンチカンカンなどを織り込んで構成されたショー作品。

## 公演期間と公演場所
- 1977年11月11日 - 12月18日[1]　宝塚大劇場
- 1978年3月1日 - 3月28日[3]　東京宝塚劇場

## 宝塚大劇場公演のデータ
形式名は「グランド・ショー」。18場。

### スタッフ
- 作・演出：酒井澄夫[1]
- 作曲[4]・編曲[4]：寺田瀧雄、中元清純、吉崎憲治、中川昌、筒井広志
- 編曲：都倉俊一[4]
- 音楽指揮：橋本和明[4]
- 振付[4]：喜多弘、司このみ、県洋二、朱里みさを
- 装置：石浜日出雄[4]
- 衣装：静間潮太郎[4]
- 照明：今井直次[5]
- 音響：松永浩志[5]
- 小道具：万波一重[5]
- 効果：坂上勲[5]
- 歌唱指導：深緑夏代[5]
- 演出助手[5]：三木章雄、中村暁
- 制作：野田浜之助[5]